# 三橋誠
三橋 誠（みつはし まこと、1907年1月16日 - 1990年10月20日）は、日本の経営者、バスケットボール選手。全国農業協同組合連合会会長を務めた。

## 経歴
鳥取県鳥取市出身。1933年に京都帝国大学農業経済科を卒業。山陰日日新聞社取締役などを経て、1955年に鳥取県議員となり、後に副議長も務めた。1957年6月に全国購買農業協同組合連合会会長に就任し、1972年3月には全国農業協同組合連合会会長に就任。
バスケットボール選手としても活躍し、1934年には極東大会に出場し、1936年のベルリン・オリンピックでは、日本代表チームのヘッドコーチを務め、1967年11月には日本バスケットボール協会理事長に就任。
1969年11月に藍綬褒章を受章し、1977年4月に勲二等瑞宝章を受章。
1990年10月20日、肺炎のために死去。83歳没。